# Book&Books
Book&Books株式会社（ブックアンドブックス）は、東京都渋谷区に所在する日本の出版社。2005年設立。

## 出版内容
大学受験の学習参考書を中心に、公務員試験の参考書、エッセイ、歴史読み物など。
2005年に出版された「センター試験 でた順 ヒキョーな化学」は、旧版と改訂版あわせて10刷5万部を越える人気書籍となった。

## 書籍

### センター試験「でた順」シリーズ
- みかみ一桜「センター試験 でた順 ヒキョーな化学 新改訂」
- 東大センター試験研究会「センター試験 でた順 物理 3回やって78点！」
- 横山翔竜・小野友輔「センター試験 でた順 ズルい数学Ｉ・A」
- 鈴木純二・栗山陸男「センター試験 でた順 ズルい数学II・B」
- 田中丈博「センター試験 でた順 英語」

### 公務員試験参考書
- 吉武瞳言「公務員試験 数的推理の超プロが指南する 世界最速 超高速解法のススメ！」上下巻

### その他書籍
- みかみ一桜「モチベーションの確立で成績は必ずアップ 勉強魂の作り方!!」
- 浜崎惟＋本誌編集部「吉田松陰の予言 なぜ、山口県ばかりから総理大臣が生まれるのか？」
- すがやあゆみ・たちばないさぎ「ナチュラル 障害はあたしのブランド」